# Poecilopharis porioni
Poecilopharis porioni är en skalbaggsart som beskrevs av Allard 1995. Poecilopharis porioni ingår i släktet Poecilopharis och familjen Cetoniidae. Inga underarter finns listade i Catalogue of Life.